# Карменер
Карменер (Carmenère) е червен винен сорт грозде, произхождащ от Франция. Този сорт се отглежда основно в Чили с много висок % от общите лозови насаждения, а там е бил донесен от Бордо (Франция) през ХІХ век. Ограничени площи има в района на Медок, (Франция), както и в Калифорния и Италия.
Познат е и с наименованията: Бутон блан (Bouton blanc), Карменел, Кабернель, Карбоне (Carbonet), Видур.
Гроздовете са малки или средни, цилиндрично-конични, крилати. Зърната са средни по размер, закръглени, синьо-черни. Консистенцията е месеста и сочна, с тревист привкус.
От гроздето се приготвят богати, тъмно червени, танинови вина, с аромат боровинка, черна слива и пикантни подправки. Подходящ и за купажиране с други сортове.